# 거주 이전의 자유
거주이전의 자유(居住移轉 自由, 영어: freedom of movement, mobility rights, right to travel)은 주로 한 나라안에서 아무데서나 살고 거주지를 옮기거나 자유롭게 여행할 수 있는 권리이다.
거주이전의 자유는 휴가 중인 군인에게 위수지역을 벗어날 수 없도록 하는 경우와 같이 공공복리를 위해 일부 제한될 수 있다. 대한민국의 경우 조선민주주의인민공화국의 국민이 대한민국으로 건너올 자유는 인정하지만 조선민주주의인민공화국으로 이주할 거주이전의 자유를 인정하지 않는다.

## 같이 보기
- 대한민국 헌법 제14조
- 귀환권
- 항공자유권
- 김련희